# Confédération Nationale du Travail

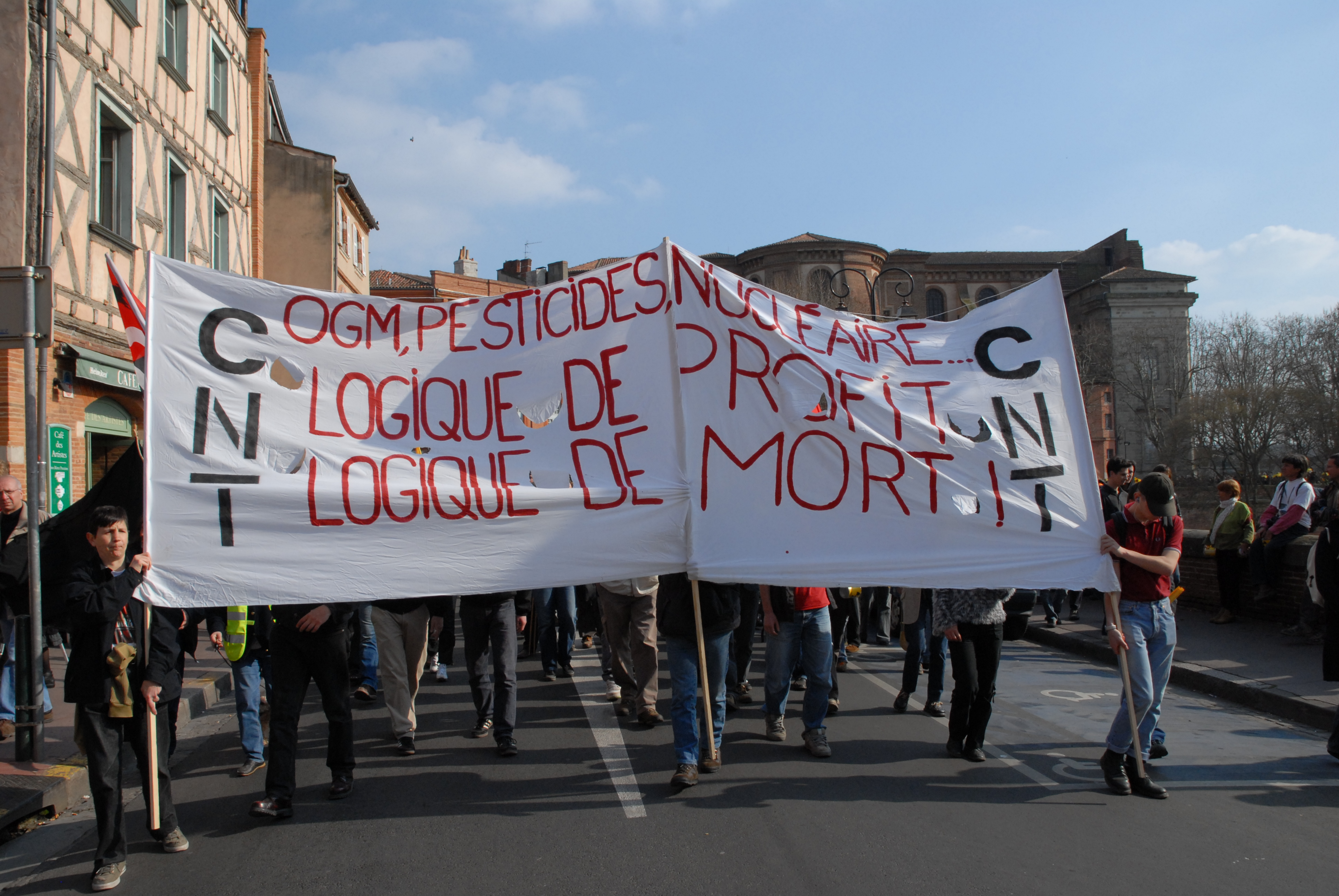
CNT-Vignoles.

La Confédération nationale du travail (en francés) o Confederación Nacional del Trabajo es una confederación anarcosindicalista francesa.

## Historia
Fue fundada después de la Segunda Guerra Mundial, en 1946, por los franceses miembros de la Confederación General del Trabajo-Sindicalista Revolucionario (CGT-SR), con la participación de miembros de la Resistencia francesa y españoles anarcosindicalistas de la Confederación Nacional del Trabajo, que se encontraban exiliados en Tolosa tras la guerra civil española y que influyeron en el nombre definitivo de la confederación francesa.
En 1977, tras la muerte del dictador Franco, la Confederación francesa sufrió una primera escisión de un grupo parisino, la CNT 2ème UR o de La Tour d'Auvergne (derivado del nombre de la calle en París donde estaba situada su oficina), aunque para 2006 se reunificó a la CNT-AIT original.
En 1993, la Confederación Nacional de Trabajo francesa sufrió una segunda escisión al optar un grupo de la CNT-AIT de París a participar en elecciones sindicales, denominándose CNT-Vignoles (CNT-f).  Esta última sufrió una escisión en su último congreso denominada CNT-Solidarité Ouvrière (en español CNT-Solidaridad Obrera).
Actualmente, 3 organizaciones francesas comparten el nombre CNT en Francia: la CNT-f , la CNT-AIT y la CNT-SO.

## CNT-f

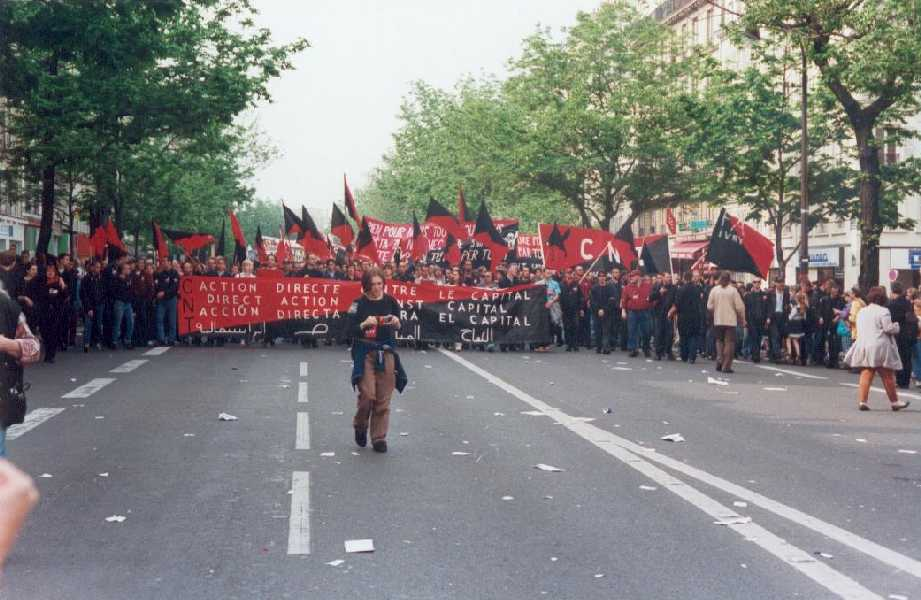
Manifestación de la CNT-F del Primero de Mayo en París.

La CNT-f (o CNT-Vignoles), llamada así por el nombre de la calle donde está localizada su oficina principal en París, se declara sindicalista revolucionaria y anarcosindicalista, heredera de la Confederación General del Trabajo-Sindicalista Revolucionario (CGT-SR) y del anarcosindicalismo de la Revolución social española de 1936. 

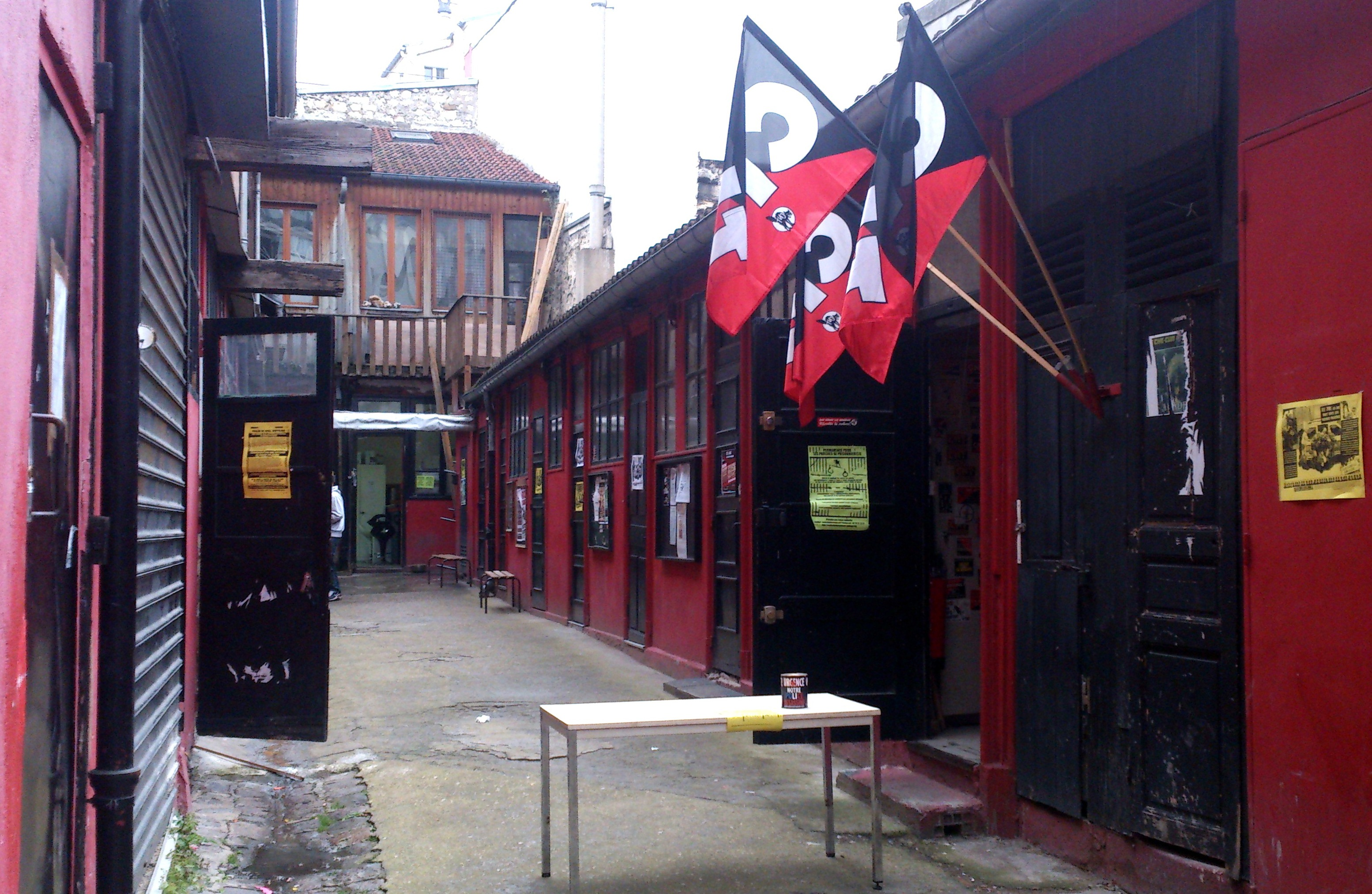
Sede de la Confédération Nationale du Travail. 33, rue des Vignoles, Paris

Participa junto a otros sindicatos en la red Solidaridad Internacional Libertaria. Edita la histórica revista Le Combat Syndicaliste.
Sufrió en su último congreso la escisión de CNT-Solidarité Ouvrière (CNT-Solidaridad Obrera).

## CNT-AIT
La CNT-AIT es la sección francesa de la Asociación Internacional de los Trabajadores (AIT), que se define como anarcosindicalista, teniendo también influencias del consejismo obrero, del anarquismo obrero de la Federación Obrera Regional Argentina y del situacionismo. 
En el año 2006 se reunificó con la CNT 2e UR.
Edita también la histórica revista Le Combat syndicaliste (pero una diferente de la de los Vignoles).
El grupo de Tolosa edita por su lado el periódico Anarcosindicalismo !